# ملک‌اومود
ملک‌اومود (به لاتین: Melikumud) یک منطقه مسکونی در جمهوری آذربایجان است که در شهرستان کردامیر واقع شده است.